# Vojovická draha
Vojovická draha je přírodní památka severně od obce Neurazy na východním okraji obce Vojovice v okrese Plzeň-jih. Oblast spravuje Agentura ochrany přírody a krajiny ČR. Důvodem ochrany jsou rašelinné a podmáčené louky s výskytem chráněných a ohrožených druhů rostlin.

## Galerie

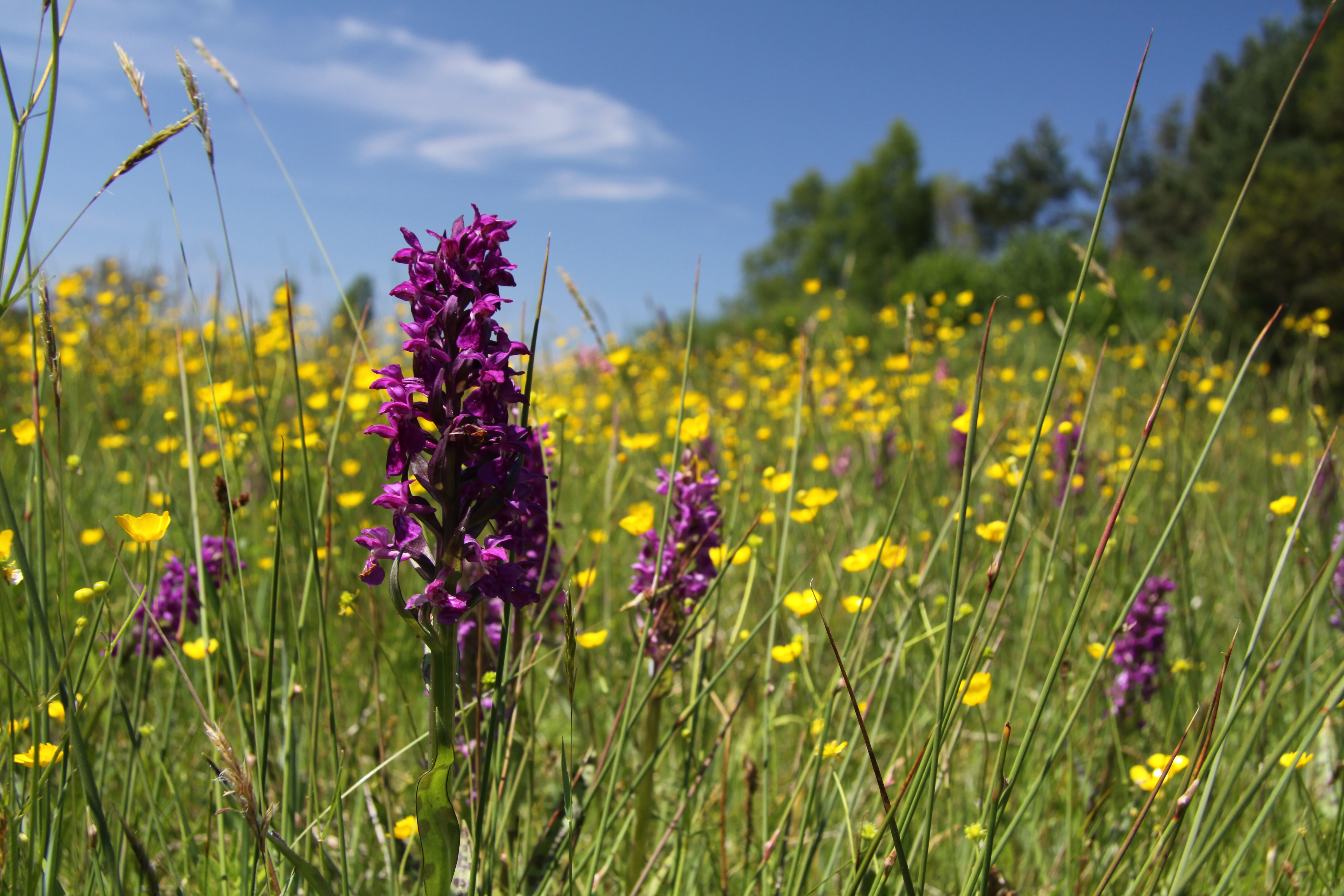
Rozkvetlý prstnatec májový v oblasti
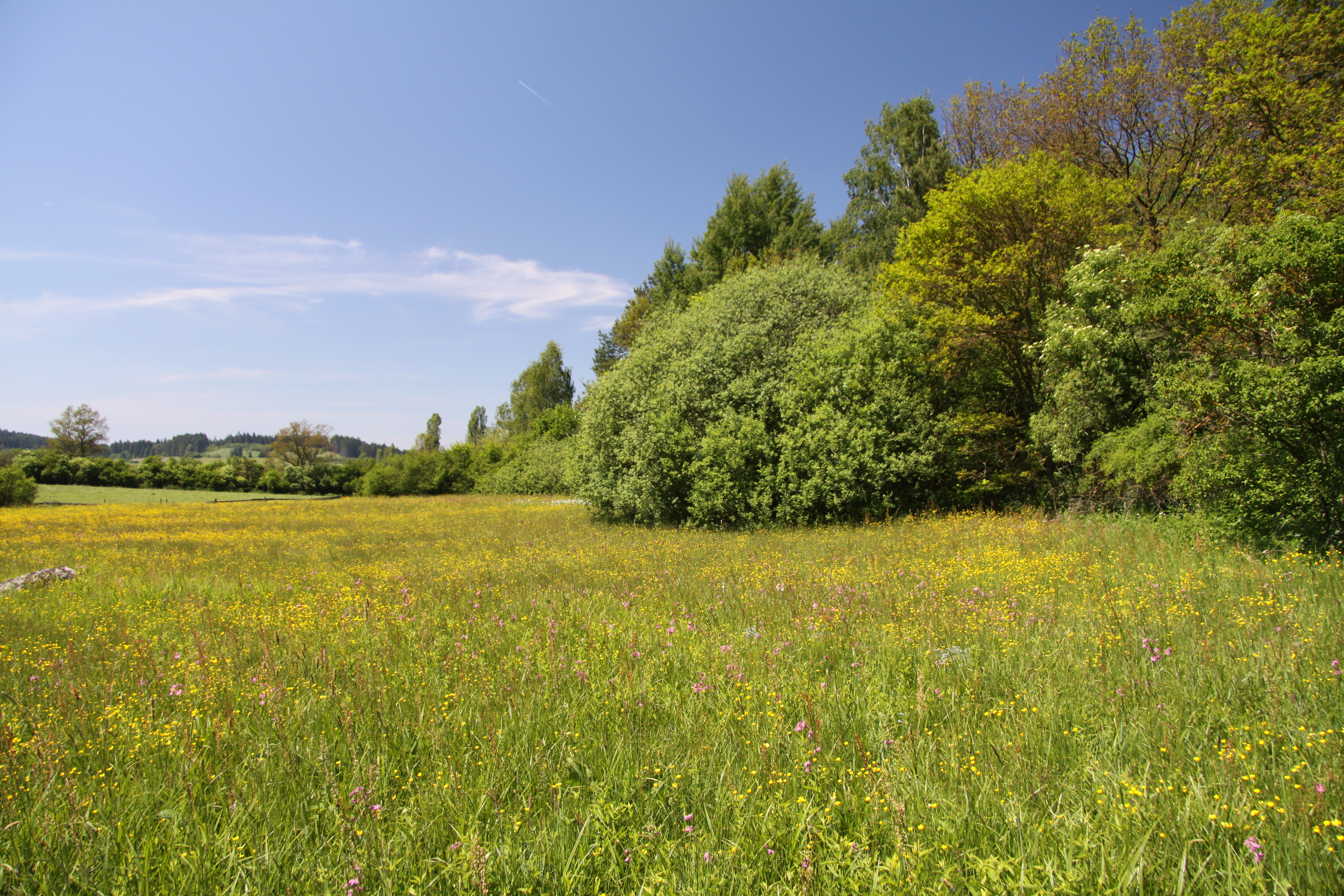
Celkový pohled na louku
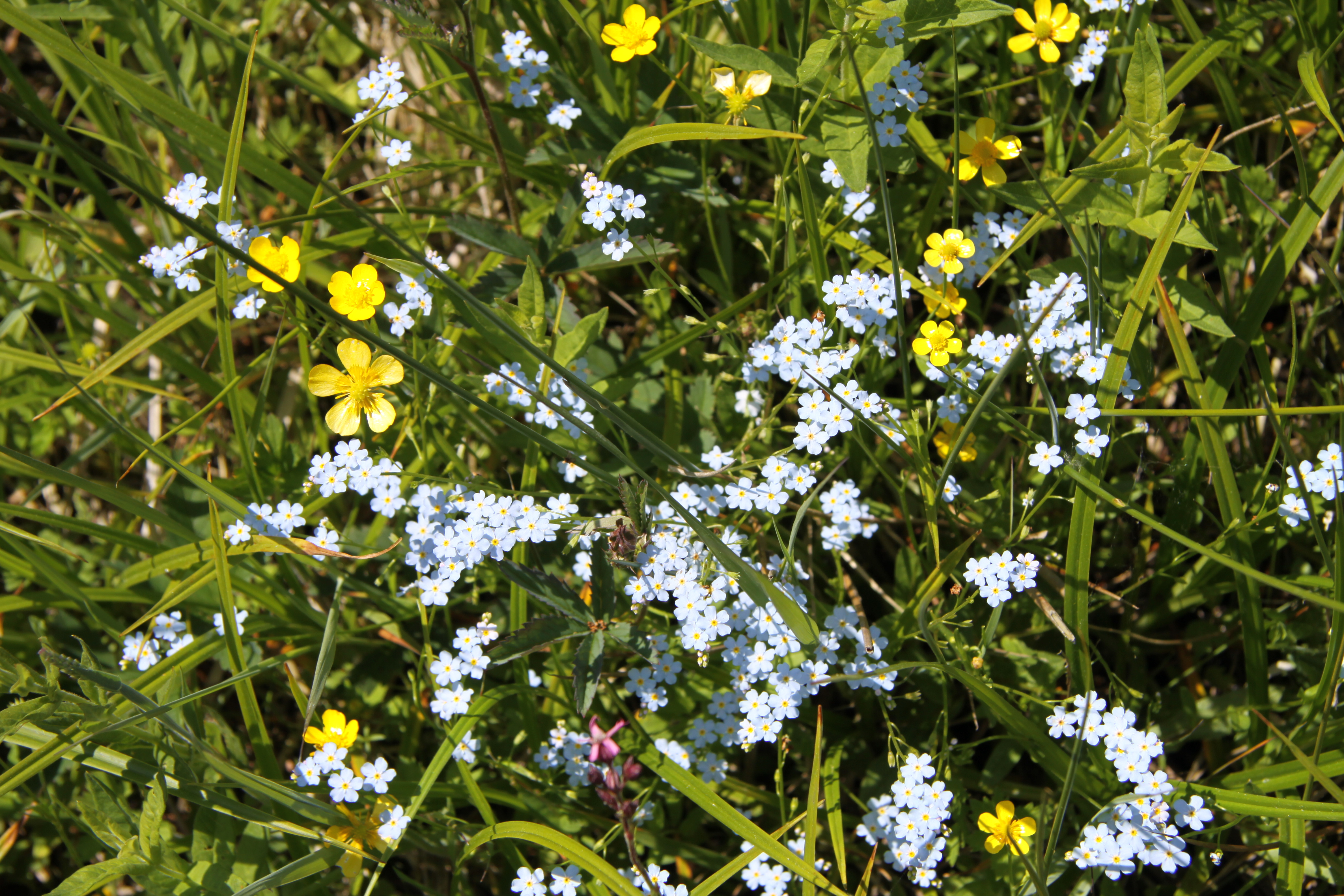
Charakteristická vlhkomilná květena